# Symbolisme du pont
Le symbolisme du pont est l'étude de la représentation du pont dans la mythologie, les religions, la littérature en tant que symbole, dans sa capacité à désigner, à signifier un concept abstrait, au-delà de la réalité physique de l’infrastructure franchissant une dépression ou un cours d’eau.
Ainsi le pont apparaît-il d’abord dans les mythologies et religions comme représentant un passage vers l’Au-delà. Cette représentation prend sa source dans la mythologie iranienne. Le pont de Cinvat, ou de Tchinoud, est un pont lumineux qui surplombe la porte de l’Enfer et que toutes les âmes doivent franchir. Le pont Sirat de la religion musulmane est aussi un pont franchissant les enfers par lequel toutes les âmes doivent passer pour atteindre l’Au-delà.
Dans la mythologie nordique, le pont prend l’aspect d’un arc-en-ciel, Bifröst, qui fait office de pont entre la Terre (Midgard) et le Ciel (la ville-forteresse des Dieux : Ásgard). Dans la religion chrétienne enfin, le pont est par association lié au Purgatoire.
Au-delà de l’épreuve du passage de la vie à la mort, le pont symbolise dans de nombreuses légendes et dans la littérature différentes épreuves ou divers passages de la vie. C’est en particulier le cas dans la légende arthurienne. Le Pont sous l’Eau, le Pont de l'Épée ou les neuf ponts pour atteindre le château du Graal sont autant de mises à l’épreuve pour les héros, où la difficulté dépend souvent de la perception subjective que ces derniers en ont.
Dans la littérature contemporaine, Le Pont sur la Drina, écrit par Ivo Andric et publié en 1945 ou Le Pont de la rivière Kwaï de Pierre Boulle, paru en 1952 mettent en scène un pont autour duquel se déroulent des tranches de vies et d’histoire. Les aventures d’Indiana Jones constituent également une épopée où le franchissement d’un pont constitue toujours une épreuve.
Dans l’imaginaire de l’ancien Japon, le pont représente plutôt un espace-frontière. 

## Symbole du passage vers l’Au-delà
Le pont, ouvrage joignant une rive à une autre, apparaît souvent dans les religions et mythologies comme le lieu de passage des âmes vers  l’Au-delà. Il remplace le passeur qui, dans d’autres légendes, transporte les âmes d’un monde à l’autre. 

### Iran: Le pont lumineux de Cinvat, ou de Tchinoud
Le symbole de la traversée trouve ses fondements dans la mythologie iranienne. La religion mazdéenne est la plus ancienne religion du monde encore vivante, héritage des vieilles religions indo-européennes de la préhistoire. Zarathoustra – ou Zoroastre – aurait vécu entre 1200 et 800 av. J.-C. La religion qu'il prêchait était difficile et peu accessible. Deux aspects la caractérisent : l'expérience mystique de la lumière, et la lutte contre les démons. Elle est principalement décrite dans le livre sacré l’Avesta. C’est dans ce cadre que le pont de Tchinoud, ou pont de Cinvat, constitue la première référence de passage symbolique des âmes vers l’au-delà.
L’Alborz est une chaîne de montagnes qui traverse tout le nord de l’Iran est la montagne mythologique par excellence, semblable à l’Olympe grec dans son inaccessibilité.
Dans cette mythologie, l’Alborz fait fonction de pilier du pont de Tchinoud. Ce pont lumineux, aussi dénommé pont de Cinvat, qui correspond aussi au pont Sirat de la tradition musulmane, joue un rôle capital dans le mazdéisme, puisqu’il est le passage obligé des âmes mortes, dans leur voyage vers le paradis.
L’iranologue Pourdâvoud explique, dans sa préface à l’Avesta, le livre sacré de la religion mazdéenne, la fonction du pont: 
« Sous le pont, et en son milieu, se trouve la porte de l’Enfer. Tchinoud est un passage que tous, pieux et pécheurs, doivent traverser. Pour les pieux, ce pont s’élargit autant que la longueur de neuf javelots, chacun long comme trois flèches, mais pour les pécheurs, il devient plus mince que le fil du rasoir. ».
Il s’agit d’une épreuve difficile, s’apparentant à une épreuve initiatique où Mithra, dieu de la vérité et de la loyauté, des serments et des contrats, aide toutefois les âmes à franchir le pont.

### Islam: Le pont Sirat de la religion musulmane
Selon la tradition musulmane, le Coran a été révélé à Mahomet par l'intermédiaire de l'archange Gabriel (arabe : جبريل [jibrīl]). Pour les musulmans, le Coran est un livre saint qui n'a pas subi d'altération après sa révélation, car Dieu a promis que ce livre durerait jusqu'à la fin des temps. Il est divisé en chapitres appelés sourates, au nombre de 114 et débutant par la première appelée Al Fatiha. Ces sourates sont elles-mêmes composées de versets nommés âyât (pluriel de l'arabe âyah, « preuve », « signe », et que l'on retrouve dans le mot ayatollah). Les versets sont au nombre canonique de 6 219.
Selon la religion musulmane, le Coran, parole de Dieu, est, par dogme, incréé, éternel et inimitable. Il est au cœur de la pratique religieuse de chaque croyant. Or le Sourate 19 verset 71 décrit le Pont As-sirât, pont franchissant les enfers par lequel toutes les âmes doivent passer pour atteindre l’au-delà ,, et s’avère découler directement du pont de Cinvat, de la religion mazdéenne, qui datait de 1000 ans plus tôt. Si ce sourate tend à étayer le fait que le pont constitue un symbole de traversée initiatique, il étaye aussi que l’islam trouve certains de ses fondements dans d’autres religions et en particulier le zoroastrisme.

### Mythologie nordique

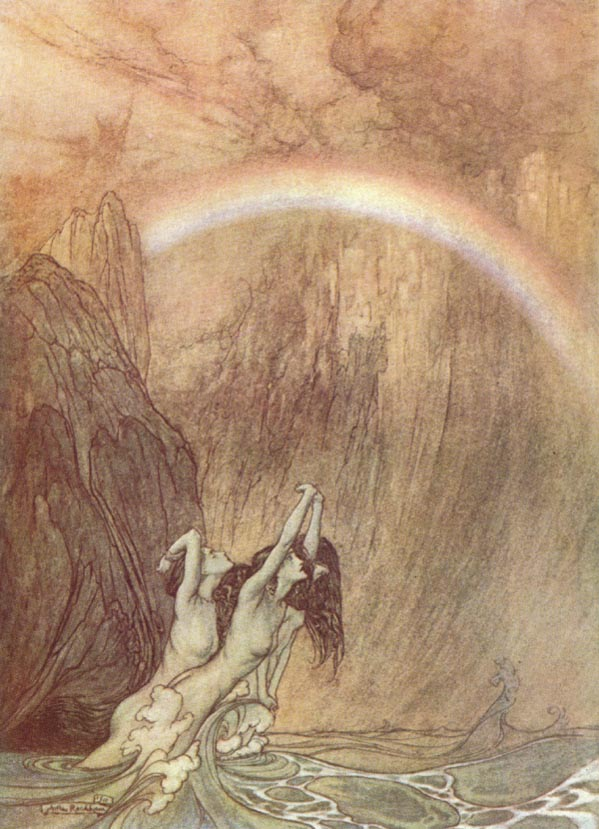
Bifrost par Arthur Rackham

La mythologie nordique, est constituée des légendes provenant de la religion pratiquée autrefois dans une grande partie de l'Europe du Nord de peuplement essentiellement germanique (Norvège, Suède, Danemark, Islande et la région nord de l'Allemagne). Longtemps transmise oralement, ce n'est qu'avec l'arrivée des premiers chrétiens en Scandinavie à partir du Xe siècle qu'elle est documentée par écrit. La majorité de ces textes ont été réécrits ou inventés en Islande au XIIe siècle et XIIIe siècle par des auteurs ecclésiastiques chrétiens.
Dans cette mythologie, Bifröst est le nom de l'arc-en-ciel, qui fait office de pont entre la Terre (Midgard) et le Ciel (la ville-forteresse des Dieux : Ásgard).
Il est aussi appelé Asbru : "le pont des Ases".  Il est en effet franchi chaque jour par les Ases, le groupe de dieux principaux, associés ou apparentés à Odin, pour siéger près de la source d'Urd Il est plus solide que n'importe quel autre ouvrage, cependant il est dit qu'il s'effondrera lorsque les fils de Muspellheim arriveront à cheval et le traverseront lors du Ragnarök. Ils devront alors traverser les grands fleuves à la nage grâce à leurs chevaux.

### La chrétienté et le pont Purgatoire

#### Les textes apocryphes
Jusqu’au IXe siècle, la chrétienté est encore en formation et tente d’unifier l’église et ses différents dogmes et lutte avant tout contre le paganisme des pratiques populaires. La symbolique est plus axée sur les symboles architecturaux de l’élévation verticale (l’Arche, le Tempe de Salomon, que sur des symboles de la traversée.
Selon Xavier-Laurent Salvador, l’apparition du symbole du pont dans la pensée chrétienne a probablement été influencée par l’islam; toutefois l'apparition du symbole du pont est antérieure à l'hégire puisqu'on le trouve pour la première fois dans les dialogues du pape Grégoire à la fin du Ve siècle. Il faut savoir que Grégoire, avant d'être pape, avait été apocrisiaire à Constantinople oú il a pu être en contact avec les zoroastriens (ibid.). Il existe une apocalypse d'Esdras apocryphe qui raconte la traversée du pont çivat.
Le pont et la traversée symbolisent la mort au monde et la renaissance dans la béatitude de la contemplation du Seigneur.

#### Forme chrétienne du pont: le purgatoire

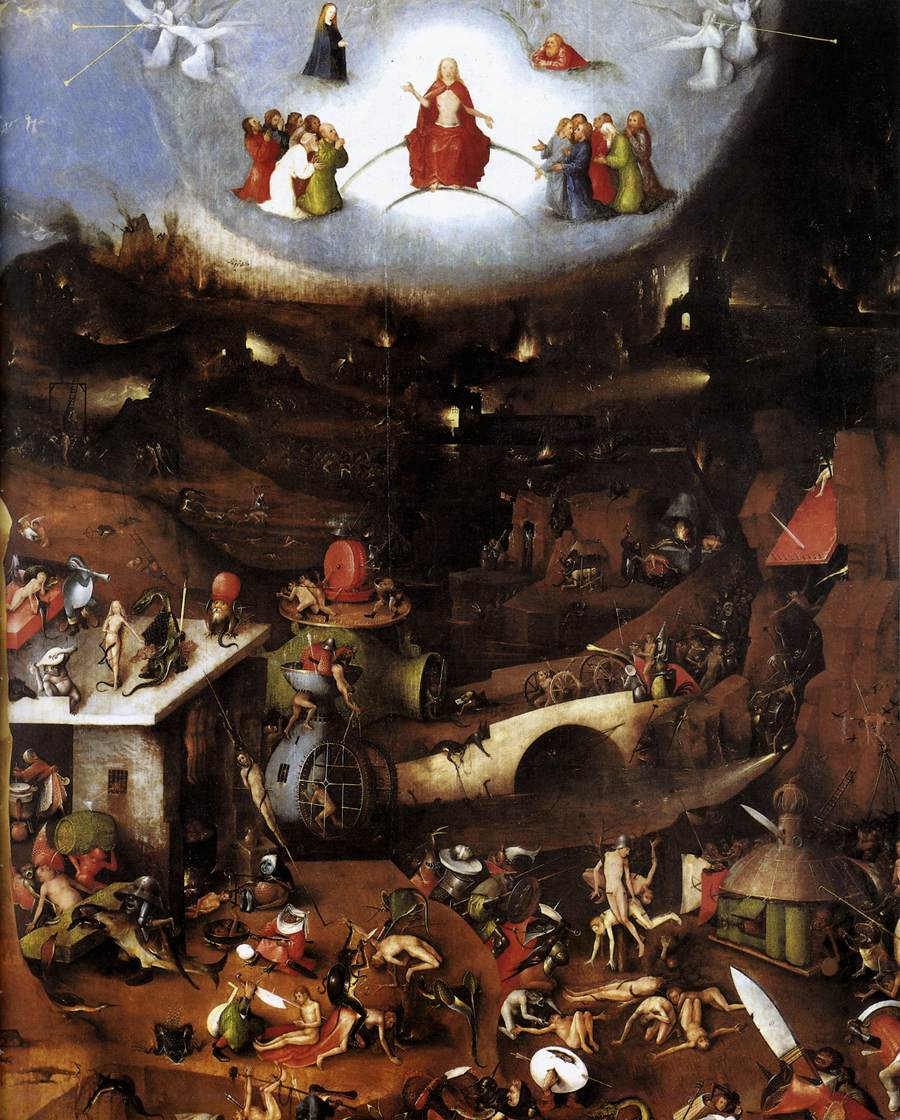
Jérôme Bosch - 1510
Le Jugement Dernier - un pont surplombe symboliquement les âmes expiant en Enfer

Saint Patrick va définir l’emblème du pont dans la tradition chrétienne. L’histoire de l’évangélisateur du IVe siècle ne correspond pas à sa légende, dont la version la plus connue est la vie tripartite qui n’est pas antérieure au XIe, mais qui se trouve être la refonte d’un texte antérieur datant probablement du IXe lui-même grandement inspiré du livre d’Armagh, compilé en 807 par le scribe Ferdomnach.
Deux légendes constituent principalement la tradition occidentale de Patrick, "la Légende dorée", un ouvrage rédigé en latin entre 1261 et 1266 par Jacques de Voragine, et l’Espurgatoire Saint Patrice de Marie de France, un poème composé à la fin du XIIe siècle.
Dans ces deux récits, il est question de franchir un pont pour échapper aux tourments de l’Enfer, mais ce n’est pas Patrick qui franchit le pont, mais un second personnage. Dans le premier cas, il s’agit de Nicolas, et dans le texte romancé, d’un chevalier anonyme.
Le pont présente de nombreuses caractéristiques dangereuses dans les deux œuvres. Le fleuve est « horible e parfun de puant ». Marie de France y ajoute quelques détails « la oït criz e noise grant ». Dans chaque récit on retrouve des similitudes fondamentales : Le caractère initiatique du purgatoire, la présence d’un témoin et la description des épreuves. Le purgatoire évoqué ici n’est pas le Purgatoire, mais un locum purgatorium ante mortem, un lieu entre le ciel et la terre à l’image de ces îles de la mer Tyrrhénienne où Patrick procédait aux révélations.
Le Purgatoire de Dante dans la Divine Comédie, rédigée entre 1308 et 1321, conforme cette vision de Purgatoire comme lieu de mise à l’épreuve. Dante offre avec son œuvre au christianisme occidental une transformation mythique du pont de l’antiquité iranienne en vaste paysage symbolique, peuplé d’âmes dans l’attente.

## Le pont, épreuve initiatique du passage
Au-delà de l’épreuve du passage de la vie à la mort, le pont symbolise dans de nombreuses légendes et dans la littérature différentes épreuves ou divers passages de la vie. 

### La légende arthurienne

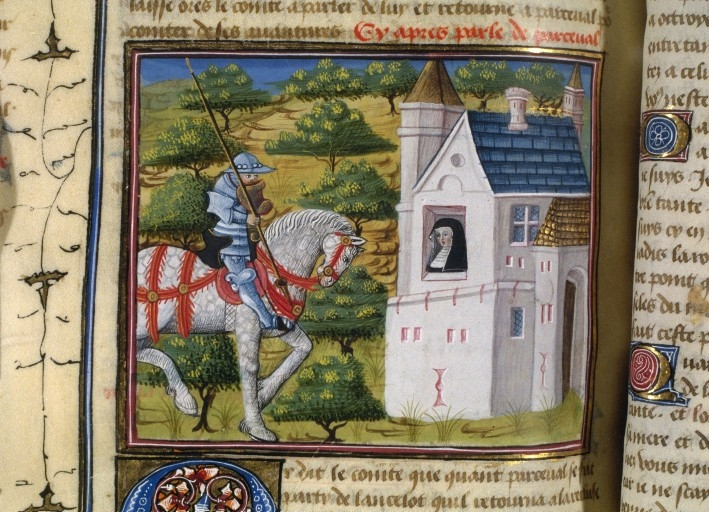
Perceval à la recluserie

Dans la légende arthurienne au Moyen Âge, le pont autorise et à la fois empêche le passage et son franchissement par le héros. Ces ponts extraordinaires, ou ordinaires, sont ainsi nombreux. La traversée du Pont de l'Épée dans Lancelot ou le Chevalier de la charrette de Chrétien de Troyes constitue la deuxième épreuve à caractère sacrificiel pour Lancelot du Lac qui lui permettra d'aller dans le royaume de Baudemagus (père de Méléagant) pour sauver la reine Guenièvre. Le passage est « plus tranchant qu’une faux » au-dessus d’un gouffre sans fond est défendu par des lions. Lancelot « après avoir regardé son anneau », annule l’enchantement et parvient sur l’autre rive au prix de nombreuses souffrances.
Le franchissement du Pont sous l’Eau constitue une autre épreuve où le chevalier Gauvain manque de se noyer et est sauvé par Lancelot. On trouve également le Pont de Verre dans La Seconde Continuation de Perceval, ou le Pont de Cuivre dans Les Merveilles de Rigomer.
Dans Perlesvaus, Les trois héros Gauvain, Lancelot et Perlesvau parviennent chacun à des moments divers au château du Graal, qui est défendu par … neuf ponts. L’épreuve du franchissement du pont prendra pour chacun d’eux une forme différente. Gauvain, le premier à arriver au Château du Roi Pêcheur voit le pont en ces termes :
«  [il] voit que il i a trois ponz molt granz et molt orribles a passer, et corrent .iii. granz eues par desoz. Et il senble que li premerains ponz ait une archiee de lonc, et n’ait pas plain pié de lé. Le pont li senble estroit et l’eue grant et parfonde et rade. Il ne set que fair puisse, car il senble que nus ne la doie passer ne a pié ne a cheval ».
Pour Silvère Menegaldo, le château ne s’inscrit pas dans le domaine du merveilleux. Le nombre important de verbes de perception visuelle traduit que la difficulté apparente du franchissement du pont est entièrement déterminée par la perception subjective du héros, révélatrice d’ailleurs du degré de perfection auquel peut prétendre le héros : si en effet Lancelot n’a aucune difficulté à entrer dans le Château, c’est qu’il est indigne de voir le Graal.
Le fait qu’il y ait neuf ponts, ne relevant d’aucune réalité plausible, traduit bien d’ailleurs, selon Silvère Menegaldo, que ces ponts n’ont d’autre objet que de mettre les chevaliers à l’épreuve et d’établir, par une arithmétique très simple, une hiérarchie entre eux : de Perlesvaus qui a franchi les neuf ponts à Lancelot qui franchit des ponts « granz et larges » sans d’ailleurs savoir le nombre de ponts franchis.

### Littérature contemporaine
Le pont sur la Drina, écrit par Ivo Andric et publié en 1945, est la chronique de quatre siècles d’histoire autour de ce pont de l’ex-Yougoslavie. Celui-ci est présenté comme un lieu d’échanges et de cristallisation des passions. La force symbolique du pont comporte en elle-même aussi le funeste présage de la future destruction de ces hauts lieux de l’échange.
D’autres ouvrages mettent en vedette des ponts où l’épreuve est directement liée au pont, le construite ou le détruire comme dans Le Pont de la rivière Kwaï  de Pierre Boulle, paru en 1952.
Plus récemment, dans la saga de Indiana Jones, quatre films d'aventure fantastique américain réalisés par Steven Spielberg de 1981 à 2008, le pont redevient pour le héros un lieu d’épreuves. Dans Indiana Jones et le Temple maudit, la course-poursuite en wagonnets dans la mine et le combat sur le pont suspendu à flanc de falaise est probablement une des épreuves les plus mémorables.

## Le pont espace-frontière dans l’imaginaire de l’ancien Japon

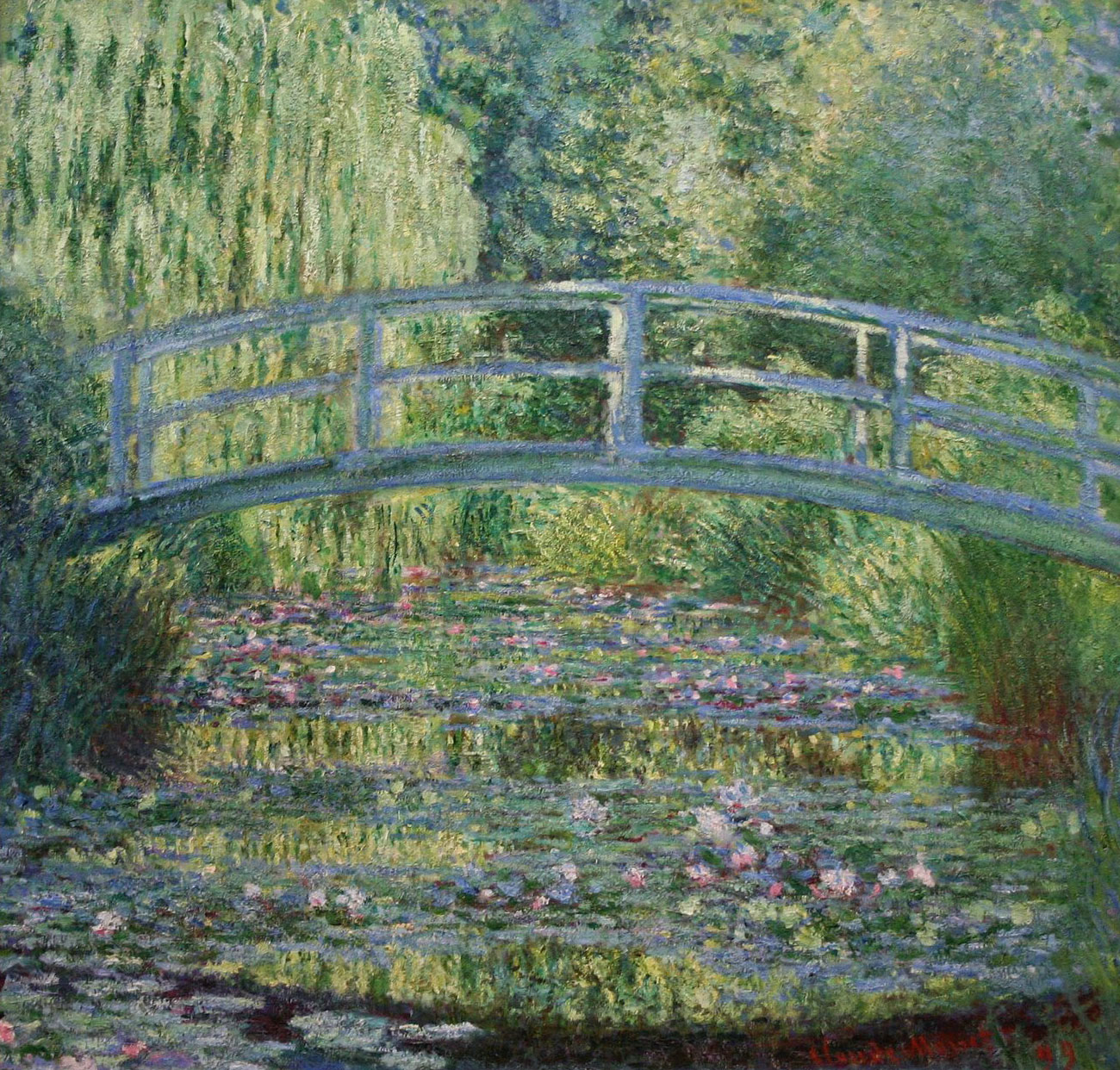
Le pont japonais sur le bassin aux nymphéas à Giverny - Claude Monet - 1899.

D’une manière générale, on utilise le mot hashi (橋) pour désigner le pont en japonais. Il s’agit d’un mot très ancien qui semble se rattacher à la tradition bouddhique de « faire attendre le salut à ceux qui se sont égarés en chemin, en leur prêchant la juste doctrine ». Il y a donc une notion de commencement et de passage vers la Lumière.
Le pont est souvent associé à la religion. Ainsi souvent il existe un pont divin shinkyô que les fidèles empruntent pour pénétrer dans les temples shintô et même un pont purement symbolique et cultuel et réservé pour certains rites au haut-clergé. En outre traditionnellement, ce sont les moines bouddhistes qui bâtissaient les ponts.
Le pont a très rapidement été intégré aux jardins, dès l’Époque de Nara qui s’étend entre 710 et 794,  et plus particulièrement à ceux des monastères bouddhiques ou des temples shintô. Il est souvent utilisé pour marquer une rupture dans l’harmonie du lieu. Il sépare les espaces symboliques ou non, les différentes espèces végétales, la végétation de la pierre ou tout simplement le jardin d’un espace sacré.
Dans la cosmogonie japonaise, du chaos initial naissent le ciel et la terre, puis deux divinités apparaissent  et descendent des cieux sur le « céleste pont flottant » pour créer la première île sur laquelle elles se rendront afin d’engendre les diverses autres divinités représentant les forces de la nature. Le pont flottant représente parfaitement la séparation entre le ciel et la terre.
Le symbolisme du pont en tant qu’espace-frontière délimitant le sacré du profane, ou la mort de la vie, se retrouve dans de nombreuses légendes, venues de Chine pour certaines ou purement japonaises, et dans de nombreux éléments associés au folklore et à la religion populaire.